# ラグビーウルグアイ代表
ラグビーウルグアイ代表（スペイン語: Selección de rugby de Uruguay）は、ウルグアイラグビー協会によるラグビーユニオンのナショナルチームである。愛称は国鳥のナンベイタゲリを意味するロス・テロス（Los Teros）。

## 概要
最初のテストマッチは1948年6月2日のチリ戦。
南アメリカではアルゼンチン(ロス・プーマス)に次ぐ実力を持つ。ワールドカップには1999W杯より2大会連続出場。1999W杯では、当時40歳の主将ディエゴ・オルマエチェア率いるチームが、プール戦敗退ながらスペインに勝利を収め、南アフリカに大健闘して高く評価された。2003W杯もやはり決勝トーナメントには進めなかったものの、グルジアを破って1勝を挙げている。
だが、2007W杯予選ではポルトガルとホーム・アンド・アウェーのプレーオフを戦い、1勝1敗だったものの、総得点で敗れ本大会を逃した。2011W杯予選のプレーオフでもルーマニアに敗れて本大会に進めなかったが、2015W杯予選のプレーオフでは香港、ロシアに勝利を収め、本大会に出場したがプール戦全敗だった。
2019W杯の南北アメリカ予選ではカナダに勝利し2大会連続出場を決めた。本大会では釜石で行われたフィジー戦で30-27で勝利する大番狂わせを演じた。
2023W杯の南北アメリカ予選ではプレーオフ予選でアメリカ合衆国に勝利し3大会連続出場を決めた。

## 選手

### 現在の代表
ロス・テロススコッド
- ヘッドコーチ :  ロドルフォ・アンブロシオ（英語版）

| 選手                               | ポジション     | 誕生日 (年齢)          | キャップ | チーム                             |
| ---------------------------------- | -------------- | ---------------------- | -------- | ---------------------------------- |
| ヘルマン・ケスレル                 | フッカー       | 1994年7月1日（31歳）   | 67       | ルーアン                           |
| ホアキン・マイスカ                 | フッカー       | 2002年4月15日（23歳）  | 4        | ペニャロール                       |
| セバスティアン・ぺレス             | フッカー       | 2006年3月31日（19歳）  | 0        | ペニャロール                       |
| ディエゴ・アルベロ                 | プロップ       | 1994年8月19日（30歳）  | 27       | ルーアン                           |
| ファクンド・ガッタス               | プロップ       | 1995年7月2日（30歳）   | 42       | オールドグローリーDC               |
| イグナシオ・ペクロ                 | プロップ       | 1999年2月22日（26歳）  | 22       | シカゴ・ハウンズ                   |
| レイナルド・ピウッシ               | プロップ       | 1999年5月18日（26歳）  | 22       | マイアミ・シャークス               |
| マテオ・ペリーロ                   | プロップ       | 2000年11月11日（24歳） | 5        | ペニャロール                       |
| マテオ・サンギネッティ             | プロップ       | 1992年7月26日（32歳）  | 90       | ペニャロール                       |
| フランシスコ・スアレス             | プロップ       | 2001年12月10日（23歳） | 0        | ペニャロール                       |
| フェリペ・アリアガ                 | ロック         | 1999年9月14日（25歳）  | 14       | ペニャロール                       |
| トマス・エチェベリー               | ロック         | 2001年2月14日（24歳）  | 0        | オールド・クリスティアンス・クルブ |
| フェデリコ・デロスサントス         | ロック         |                        | 0        | ロス・クアーヴォス                 |
| イグナシオ・ドッティ               | ロック         | 1994年8月18日（30歳）  | 66       | オールドグローリーDC               |
| マヌエル・レインデカル             | ロック         | 1997年4月23日（28歳）  | 38       | オヨナ                             |
| マヌエル・アルダオ                 | バックロー     | 1998年9月9日（26歳）   | 30       | マイアミ・シャークス               |
| ルーカス・ビアンチ                 | バックロー     | 2001年3月26日（24歳）  | 18       | ペニャロール                       |
| サンティアゴ・シベッタ             | バックロー     | 1998年2月28日（27歳）  | 36       | ペニャロール                       |
| マヌエル・ディアナ                 | バックロー     | 1996年3月7日（29歳）   | 47       | ペニャロール                       |
| カルロス・デウス                   | バックロー     | 2001年7月5日（23歳）   | 12       | ペニャロール                       |
| マヌエル・ロスマリノ               | バックロー     | 2004年1月15日（21歳）  | 0        | ペニャロール                       |
| サンティアゴ・アルバレス           | スクラムハーフ | 2001年12月24日（23歳） | 12       | ペニャロール                       |
| フアンマヌエル・タフェルナベリー   | スクラムハーフ | 2002年5月27日（23歳）  | 1        | ウルグアイ                         |
| イグナシオ・アルバレス             | フライハーフ   | 2002年2月28日（23歳）  | 7        | ロボス                             |
| イカロ・アマリーロ                 | フライハーフ   | 2004年5月4日（21歳）   | 3        | ペニャロール                       |
| フェリペ・エチェベリ               | フライハーフ   | 1996年6月23日（29歳）  | 27       | ペニャロール                       |
| フェリペ・アルコスペレス           | センター       | 2000年5月17日（25歳）  | 14       | ペニャロール                       |
| アルフォンソ・ペリッロアルバラシン | センター       | 2005年2月25日（20歳）  | 0        | ペニャロール                       |
| ホアキン・スアレス                 | センター       | 2003年5月11日（22歳）  | 5        | ペニャロール                       |
| アンドレス・ビラセカ               | センター       | 1991年5月8日（34歳）   | 81       | ペニャロール                       |
| ディエゴ・アルダオ                 | ウイング       | 1995年8月4日（29歳）   | 1        | ペニャロール                       |
| バウティスタ・バッソ               | ウイング       | 2001年1月18日（24歳）  | 11       | ペニャロール                       |
| イグナシオ・ファッチオロ           | ウイング       | 1998年12月28日（26歳） | 2        | ペニャロール                       |
| ジュスト・フェラリオ               | フルバック     | 2006年7月19日（18歳）  | 0        | ペニャロール                       |
| ジョアン・ゴンザレス               | フルバック     |                        | 3        | ペニャロール                       |
| フランシスコ・ランダウアー         | フルバック     | 2005年4月29日（20歳）  | 0        | ペニャロール                       |

※所属、 キャップ数(Cap)は2025年7月3日現在

## ワールドラグビー男子ランキング
ワールドラグビーが発表するデータにもとづく。
| ワールドラグビー男子ランキング 上位30チーム（2025年5月26日時点） | ワールドラグビー男子ランキング 上位30チーム（2025年5月26日時点） | ワールドラグビー男子ランキング 上位30チーム（2025年5月26日時点） | ワールドラグビー男子ランキング 上位30チーム（2025年5月26日時点） |
| 順位                                                             | 変動*                                                            | チーム                                                           | ポイント                                                         |
| ---------------------------------------------------------------- | ---------------------------------------------------------------- | ---------------------------------------------------------------- | ---------------------------------------------------------------- |
| 1                                                                | 増減なし                                                         | 南アフリカ共和国                                                 | 092.78                                                           |
| 2                                                                | 増減なし                                                         | ニュージーランド                                                 | 090.36                                                           |
| 3                                                                | 増減なし                                                         | アイルランド                                                     | 089.83                                                           |
| 4                                                                | 増減なし                                                         | フランス                                                         | 089.51                                                           |
| 5                                                                | 増減なし                                                         | アルゼンチン                                                     | 084.97                                                           |
| 6                                                                | 増減なし                                                         | イングランド                                                     | 084.73                                                           |
| 7                                                                | 増減なし                                                         | スコットランド                                                   | 082.36                                                           |
| 8                                                                | 増減なし                                                         | オーストラリア                                                   | 081.52                                                           |
| 9                                                                | 増減なし                                                         | フィジー                                                         | 080.07                                                           |
| 10                                                               | 増減なし                                                         | イタリア                                                         | 077.77                                                           |
| 11                                                               | 増減なし                                                         | ジョージア                                                       | 074.69                                                           |
| 12                                                               | 増減なし                                                         | ウェールズ                                                       | 073.39                                                           |
| 13                                                               | 増減なし                                                         | 日本                                                             | 072.95                                                           |
| 14                                                               | 増減なし                                                         | サモア                                                           | 072.68                                                           |
| 15                                                               | 増減なし                                                         | アメリカ合衆国                                                   | 070.02                                                           |
| 16                                                               | 増減なし                                                         | スペイン                                                         | 067.34                                                           |
| 17                                                               | 増減なし                                                         | ウルグアイ                                                       | 067.06                                                           |
| 18                                                               | 増減なし                                                         | ポルトガル                                                       | 066.44                                                           |
| 19                                                               | 増減なし                                                         | トンガ                                                           | 065.46                                                           |
| 20                                                               | 増減なし                                                         | ルーマニア                                                       | 064.61                                                           |
| 21                                                               | 増減なし                                                         | チリ                                                             | 061.72                                                           |
| 22                                                               | 増減なし                                                         | ベルギー                                                         | 059.98                                                           |
| 23                                                               | 増減なし                                                         | カナダ                                                           | 059.49                                                           |
| 24                                                               | 増減なし                                                         | 香港                                                             | 059.18                                                           |
| 25                                                               | 増減なし                                                         | ナミビア                                                         | 057.87                                                           |
| 26                                                               | 増減なし                                                         | ジンバブエ                                                       | 057.16                                                           |
| 27                                                               | 増減なし                                                         | オランダ                                                         | 057.01                                                           |
| 28                                                               | 増減なし                                                         | ブラジル                                                         | 056.53                                                           |
| 29                                                               | 増減なし                                                         | スイス                                                           | 055.26                                                           |
| 30                                                               | 1                                                                | ポーランド                                                       | 054.06                                                           |
| *前週からの変動                                                  |                                                                  |                                                                  |                                                                  |
| ウルグアイのランキングの推移                                     |                                                                  |                                                                  |                                                                  |
| 生のグラフデータを参照/編集してください.                         |                                                                  |                                                                  |                                                                  |
| 出典: ワールドラグビー 推移グラフの最終更新: 2025年5月26日       |                                                                  |                                                                  |                                                                  |
|                                                                  | 現在、技術上の問題で一時的にグラフが表示されなくなっています。   |                                                                  |                                                                  |

## 逸話
2019年9月25日に行われた2019W杯ウルグアイ対フィジー戦において、ウルグアイの主将フアン・マヌエル・ガミナラと一緒に入場した日本の小学生のエスコートキッズが、試合前に歌うウルグアイの国歌を選手と一緒に斉唱した。
試合後にフアン・マヌエル・ガミナラは報道陣に対して自ら「とても驚いたことがあった」と切り出し、「マスコットキッズが、スペイン語で最後まで歌ってくれた。すごくびっくりしたし、本当にうれしかった」「僕と一緒に入場した子どもが国歌を一緒に歌ってくれたんだ。自分の国にいるように感じた。日本の皆さんに感謝したい」と述べ、「ありがとう」と日本語でお礼を述べた。
2019W杯公式Twitterは「素晴らしい瞬間」として、ウルグアイの選手がエスコートキッズと肩を組んで国歌を歌い、斉唱後にエスコートキッズの頭をなでて敬意を表する姿を紹介した。

## ワールドカップの成績
- 1987年 - 不参加
- 1991年 - 地区予選敗退
- 1995年 - 地区予選敗退
- 1999年 - プール戦敗退
- 2003年 - プール戦敗退
- 2007年 - 地区予選敗退
- 2011年 - 地区予選敗退
- 2015年 - プール戦敗退
- 2019年 - プール戦敗退
- 2023年 - プール戦敗退